# الهيئة السعودية للمحامين
الهيئة السعودية للمحامين هيئة مهنية تهدف إلى رفع مستوى ممارسة المحامين.

## التاريخ
مرت مهنة المحاماة في المملكة العربية السعودية بأربع مراحل:
المرحلة الأولى: النشأة والتأسيس، والتي تتزامن مع تأسيس القضاء السعودي عام 1925م، حيث أمر الملك عبد العزيز آل سعود -رحمه الله- في عام 1926م ببقاء ممارسة القانون العثماني قائلاً "إن أحكام القانون العثماني ما زالت جارية إلى الآن، لأننا لم نصدر إرادتنا بإلغائها، ووضع أحكام جديدة مكانها، ولذا نوافق على اقتراحكم بشأن استمرار أحكام ذلك القانون…"، فكانت المحاماة موجودة ومستمدة جذورها من القضاء حيث ذكر المؤرخون في تراجم أحد الأعيان أنه ممن اتخذ الوكالة صناعة لإثبات الحجج الشرعية وكتب الحكم الحكمية والفقه والمواريث. فكان لقب “الوكيل” يعبر عن المحامي، ويلاحظ أن ممارسة المحاماة في الحجاز تعد أكثر المناطق نضجاً وأعمق تجربة حيث السياحة الدينية تُنشّط اقتصاد المنطقة.
وفي عام 1928م أصدر الملك عبد العزيز نظام أوضاع المحاكم الشرعية وتشكيلاتها، والذي نَسَخَ التعليمات العثمانية، ثم توالت الأنظمة بعدها كنظام سير المحاكمات الشرعية 1932م، وتنظيم الأعمال الإدارية في الدوائر الشرعية 1937م، التي تضّمنت بعض القيود على التوكيل كجواز توكيل أحد المحاكمين لغيره والتوكيل في حالات المرض وغير المبرِّزَات من النساء، وبعدها صدر نظام تركيز مسؤوليات القضاء الشرعي 1939م الذي جعل من صلاحيات رئيس المحكمة الكُبرى في مادته السبعين “إعطاء شهادات مُحترفي التوكيل طِبق التعليمات الموضوعة لها والمبلغة إلى المحكمة، وأن يوقع على شهادة التوكيل. والهيئة التي تتولى إعطاء الشهادة لمحترفي التوكيل تكون تحت رئاسة رئيس المحكمة”.
المرحلة الثانية: الانتعاش الاقتصادي والتخصص، والتي تبدأ عام 1940م حيث ميلاد صناعة النفط، وتحديداً عام 1952 حين نقلت شركة الزيت العربية السعودية مقرها من نيويورك إلى الظهران، وبدأت اقتصادايات المنطقة تتطلب أعمالاً وقضايا عُمالية وَاكَبَت أول نظام للعمل والعمال 1969م، وعدداً من الأنظمة التي نظّمت المهنة أثناء معالجتها لإجراءات سير المحاكمات، ونصّت على الوكيل والمحامي وبعض من التزاماتهما وحقوقهما، كنظام المحكمة التجارية 1970م، واللائحة الخاصة بالمرافعات وإجراءات المصالحة والتحكيم واللجان الابتدائية واللجنة العليا 1970م، ولائحة تنظيم المحاكمة أمام لجان التموين القضائية 1975م وغيرها.
ومما تجدر الإشارة إليه أن “طفرة” إصدار الأنظمة صاحبتها حاجة لإنشاء قسم للأنظمة في كلية العلوم الإدارية بجامعة الملك سعود حيث كانت أول دفعة عام 1984م، وكذلك مواكبة تخرج دفعة الدبلوم العالي للأنظمة من معهد الإدارة العامة، حيث بدأ “الازداوج” الحقوقي بالتفرقة بين خريج الشريعة وخريج الأنظمة (القانون) حتى في الترخيص لمزاولة مهنة المحاماة. فتمنح وزارة العدل بواسطة المحاكم الشرعية تراخيص وأحيانا تسمى “إجازة” لممارسة “الوكالة بالخصومة” وذلك لخريجي الشريعة أو ممن لديه سابق خبرة ودراية في المحاكم أو بالفقه، في حين تمنح وزارة التجارة تراخيص “ممارسة استشارات قانونية” لمن يحملون مؤهلات في القانون معترفا بها وللحاصلين على دبلوم الأنظمة من معهد الإدارة العامة، وذلك بحكم إدارة وزارة التجارة لتنظيم المهن الحرة، كما صدر نظام الشركات المهنيّة 1991م الذي يسمح للأشخاص المرخّص لهم بمُزاولّة مهنة حُرّة أن يكّونوا فيما بينهم شركات مدنيّة ولهم مشاركة شركات مهنيّة أجنبيّة مُتخصّصة بالشُروط التي يحدّدها وزير التجارة.
وفي محاولة من مجلس الغرف التجارية الصناعية السعودية إبان تأسيسه 1980م إيجاد مرجع أصيل وعصري للمحامين للعمل على تطوير مهنة المحاماة والرقي بها فقد أنشأ لجنة منبثقة عنه تسمى “اللجنة الوطنية للمحامين”، إلا أن ممارستها كانت محدودة لعدم تمتعها بالصلاحيات اللازمة للعمل النقابي “الجمعيات المهنية”، ولعدم انتساب كل المحامين فيها.
المرحلة الثالثة: تنظيم المهنة والانفتاح على العالمية، في يناير 1995م أُنشئت منظمة التجارة العالمية، وسعت المملكة حينها في مفاوضات للمشاركة كأحد أقطاب صناع الاقتصاد العالمي مما يتطلب مواكبة أنظمتها للانفتاح على العالم، ففي 2 /10/ 2001م أصدرت المملكة أول تشريع ينظم مهنة المحاماة الذي أذابَ الازدواج في الترخيص وصهر خريجي الشريعة والأنظمة (القانون) بمسمى “محامٍّ”، وعلى ضوء ذلك فقد أنشأت الوزارة الإدارة العامة للمحاماة ومن أهم الأعمال التي تقوم بها الإدارة: سكرتارية لجنة القيد والقبول وبدورها تقوم باستقبال طلبات القيد واعدادها ثم عرضها على ( لجنة القيد والقبول ) وذلك لتقديم خدمات القيد والترخيص للمحامين، والعمل على متابعة وتطوير المهنة، واستقبال طلبات استقدام المستشارين من خارج المملكة، ولجنة تأديب المحامين، وتوثيق العلاقات بالمنظمات المحلية والإقليمية والدولية ذات العلاقة بمهنة المحاماة، ودراسة ما يستحدث من تنظيمات وتعديلات على نظام المحاماة والمهنة، وغيرها من المهام.
وبعد مفاوضات استمرت 12 عامًا انضمت المملكة إلى منظمة التجارة العالمية بتاريخ 11 /11 /2005م، وتقدمت شركات عالمية للاستثمار في المملكة مصطحبةً معها مكاتب المحاماة الدولية التي قدمت المشورة لعملائها بالتعاون مع مكاتب محاماة سعودية، ومن جهة أخرى سمحت أنظمة الاستثمار السعودية الاستثمار في قطاع الخدمات في المملكة، ومنها قطاع المحاماة مشترطةً عدم حضور المحامين الأجانب للمرافعة في المحاكم. كما واكب هذه الفترة طفرةٌ في عدد كليات القانون والحقوق والتخصصات العليا في القضاء والسياسة الشرعية، وتزايد البعثات الدراسية الخارجية للقانون نتج عنه زيادة الوعي بأهمية المحاماة وتزايد أعداد المحامين المرخصين، لاسيما السماح للمرأة فيها بدراسة القانون في الجامعات السعودية، وبمزاولتها للمحاماة عام 2013م.
المرحلة الرابعة: التنظيم المهني والازدهار، والتي تبدأ بقرار مجلس الوزراء في 27 /4 /2015م بإنشاء هيئة وطنية للمحامين، ومقرها الرئيس مدينة الرياض، وتتمتع بشخصية اعتبارية وذمة مالية مستقلة، وتعمل تحت إشراف وزارة العدل وتهدف إلى رفع مستوى ممارسة المحامين لمهنتهم وضمان حسن أدائهم لها والعمل على زيادة وعيهم بواجباتهم المهنية، ووضع أسس ومعايير مزاولة مهنة المحاماة، والعمل على رعاية مصالح أعضائها المتعلقة بممارسة مهنتهم وفقاً لما هو مقر نظاماً، وتقديم العون الحقوقي للمستحقين والمشورة الفنية في مجال اختصاصها.

## مجلس الإدارة
- معالي الدكتور/ وليد الصمعاني

رئيساً-وزير العدل
- فضيلة الشيخ/ أحمد بن سلطان شير

عضوا-ممثل وزارة العدل
- فضيلة الشيخ / عبد الإله بن إبراهيم السليمان

عضوا-ممثل ديوان المظالم
- سعادة الأستاذ/ محمد بن عبد العزيز المطيري

عضوا- ممثل وزارة الداخلية
- سعادة الإستاذ/ بدر بن عبد المحسن الهداب

عضوا- ممثل وزارة التجارة والاستثمار
- سعادة الدكتور/ إبراهيم بن محمد الحديثي

عضوا-ممثل هيئة التدريس السعودية في التخصصات القانونية
- سعادة الدكتور/ خالد بن محمد اليوسف

عضوا-ممثل هيئة التدريس السعودية في التخصصات الشرعية
- سعادة الأستاذ/ عبد الناصر بن عبد الرحمن السحيباني

عضوا-محام ممارس
- سعادة الأستاذ/ عبد الله بن عبد العزيز الفلاج

عضوا-محام ممارس
- سعادة الأستاذ/ نزيه بن عبد الله موسى

عضوا-محام ممارس
- سعادة الدكتور/ يوسف بن عبد اللطيف الجبر

عضوا-محام ممارس
- سعادة الدكتور/ أحمد بن عبد العزيز الصقيه

عضوا-محام ممارس
- سعادة الاستاذ / بكر بن عبد اللطيف الهبوب

الأمين العام-الأمانة العامة
==صلاحيات الهيئة
==
1- وضع أسس ومعايير مزاولة المهنة، ومراجعة تلك المعايير، وتطويرها وفقاً للأصول الشرعية والأنظمة المرعية.
2- العمل على رعاية مصالح أعضاء الهيئة الأساسيين المتعلقة بممارسة المهنة وفق ما هو مقر نظاماً، والعمل على تقديم الخدمات اللازمة لهم في هذا الشأن، بما فيها التصديق على توقيعاتهم.
3- تنظيم الدورات وإقامة المؤتمرات والندوات واللقاءات والملتقيات والمعارض ذات العلاقة بمهنة المحاماة، والمشاركة فيها، وذلك بعد التنسيق مع وزارة العدل، ووفقاً للإجراءات النظامية.
4- وضع البرامج التأهيلية والتدريبية في مجال المهنة وتقويمها، والمشاركة في ذلك مع الجهات المختصة.
5- إجراء الدراسات والبحوث ونشرها، وإصدار الكتب والنشرات والمجلات العلمية والمهنية والدوريات.
6- التقدم إلى الجهات المختصة بما تراه من مقترحات تتعلق بالمهنة.
7- تقديم العون الحقوقي للمستحقين، والمشورة الفنية في مجال اختصاصها.

## موارد الهيئة
1- رسوم العضوية والمقابل المالي لما تقدمه من خدمات.
2- الإعانات الحكومية إن وجدت.
3- الهبات والتبرعات والوصايا والأوقاف التي يقبلها مجلس الإدارة.
4- عوائد استثمار أموالها.
5- الموارد الأخرى التي يوافق عليها مجلس الإدارة.

## حوكمة الهيئة
للهيئة ثلاث هيئات إدارية مسؤولة عن حوكمة القرارات فيها:
أولاً: الجمعية العمومية، تتكون من جميع الأعضاء الأساسيين، ويكون رئيس مجلس الإدارة - أو من ينيبه من بين أعضاء المجلس - رئيساً للاجتماع. وتختص بما يأتي:
1 - إقرار اللوائح اللازمة لهذا التنظيم.
2 - إقرار اللوائح الإدارية والمالية للهيئة.
3 - اقتراح لائحة لتصنيف المحامين ودرجاتهم، ورفعها إلى وزارة العدل لاتخاذ ما تراه في شأنها.
4 - إقرار الضوابط والمعايير الخاصة بقبول طلبات عضوية الانتساب.
5 - إقرار رسوم العضوية وأي مقابل مالي تتقاضاه الهيئة، وآلية السداد.
6 - انتخاب أعضاء مجلس إدارة الهيئة المنصوص عليهم في الفقرة (ز) من المادة (التاسعة).
7 - إقرار الميزانية السنوية للهيئة، والموافقة على حساباتها الختامية.
8 - إقرار خطة العمل التي يقدمها مجلس إدارة الهيئة، واعتماد التقرير السنوي للهيئة.
9 - إقرار سياسة استثمار أموال الهيئة.
ثانياً: مجلس إدارة الهيئة، ويتكون من 12 عضواً، برئاسة وزير العدل، وممثل من وزارة العدل، ووزارة الداخلية، ووزارة التجارة والاستثمار، وديوان المظالم، وعضوين من أعضاء هيئة التدريس السعوديين في الجامعات، من الكليات ذات العلاقة يختارهما وزير التعليم، وخمسة أعضاء تنتخبهم الجمعية العمومية من الأعضاء الأساسيين في الهيئة، ويجب أن يكون العضو المنتخب منتظماً في سداد رسوم العضوية المقررة لآخر ثلاث سنوات، وألا يكون قد صدر في حقه قرار تأديبي نهائي. وتكون مدة المجلس ثلاث سنوات. وفيما عدا ما يدخل في اختصاصات الجمعية العمومية، يكون للمجلس حق ممارسة جميع الصلاحيات اللازمة لتصريف شؤون الهيئة وتحقيق أهدافها، ومنها:
1- اقتراح اللوائح اللازمة لهذا التنظيم واللوائح المالية والإدارية للهيئة.
2- اقتراح رسوم العضوية وأي مقابل مالي تتقاضاه الهيئة، وآلية السداد.
3- إعداد الحساب الختامي ومشروع الميزانية السنوية للهيئة.
4- إعداد التقرير السنوي عن نشاط الهيئة.
5- تكوين اللجان اللازمة لمساعدة المجلس في ممارسة مهماته.
6- قبول الهبات والتبرعات والوصايا والأوقاف.
7- اقتراح سياسة استثمار أموال الهيئة.
8- اقتراح خطة عمل الهيئة لكل سنة مالية.
9- المشاركة في وضع وتقويم البرامج التأهيلية والتدريبية في مجال المهنة مع الجهات المختصة.
10- تلقي ما يقدم إلى الهيئة من شكاوى ضد المحامين تتصل بالجوانب المهنية، ومحاولة تسويتها.
11- وضع قائمة دورية بأسماء المحامين المتبرعين لتقديم المعونة القضائية، وترشيح من تراه منهم عند طلب الجهات ذات العلاقة بما فيها جهات التحقيق والمحاكم.
12- منح العضوية الفخرية.
13- البت في طلبات عضوية الانتساب، وإنهاء عضوية الأعضاء الأساسيين والمنتسبين.
14- دراسة الطلبات المهنية للمحامين من الأعضاء، والنظر في دعمها لدى الجهات المختصة.
15- التصرف في أموال الهيئة الثابتة والمنقولة بما يحقق أغراضها، وفقاً لما تحدده اللوائح المالية.
ثالثاً: الأمانة العامة للهيئة، وتتكون من الأمين العام الذي يعينه مجلس الإدارة، ويدير الأمين الجهاز التنفيذي للأمانة، وللأمين العام تعيين عدد كافٍ من العاملين اللازمين لمساعدته في أداء مهماته وفقاً للميزانية المعتمدة للهيئة، وللأمين العام صلاحية توزيع المهمات والأعمال على العاملين المرتبطين به، ويدخل في اختصاصات الأمين العام التصديق على صحة توقيعات الأعضاء الأساسيين. ويتولى الأمين العام أو من ينوب عنه أمانة المجلس دون أن يكون له حق التصويت. وللمجلس أن يطلب حضور من يرى حاجة إلى سماع آرائه أو الاستعانة به، ولمن يحضر بهذه الصفة حق الاشتراك في المناقشة بحسب ما يطلب منه دون أن يكون له حق التصويت

## عضوية الهيئة
تكون العضوية في الهيئة على النحو الآتي:
1- العضوية الأساسية: ويتمتع بها المحامون السعوديون المرخص لهم بمزاولة مهنة المحاماة في المملكة الذين سددوا رسوم العضوية السنوية المقررة.
2- عضوية الانتساب: ويتمتع بها كل من تتوافر فيه شروط مزاولة مهنة المحاماة في المملكة، وذلك بعد التقدم بطلب هذه العضوية إلى مجلس إدارة الهيئة وقبول المجلس له، وسداد رسوم العضوية السنوية المقررة.
3- العضوية الفخرية: ويتمتع بها من يقرر مجلس إدارة الهيئة منحها لهم ممن يقدمون إسهامات مميزة تخدم أهداف الهيئة.
تنتهي العضوية في أي من الحالات الآتية:
1- الوفاة.
2- الشطب من جدول المحامين المرخص لهم بالنسبة إلى الأعضاء الأساسيين.
3- تأخر العضو عن سداد رسم العضوية المستحق مدة تزيد على تسعين يوماً من تاريخ استحقاقه ومضي خمسة عشر يوماً من تاريخ إنذاره بالسداد.
4- صدور قرار مسبب من مجلس الإدارة بإنهاء العضوية.
5- الانسحاب من عضوية الهيئة.
وتنتهي العضوية في المجلس بالنسبة إلى الأعضاء الأساسين بقرار من المجلس، في أي من الحالتين الآتيتين:
1 - تقديم الاستقالة من عضوية مجلس الإدارة.
2 - عدم حضور ثلاثة اجتماعات متتالية للمجلس، أو ستة اجتماعات متفرقة في الدورة الواحدة، دون عذر يقبله المجلس.

## لجان المجتمع القانوني
تهتم هذه اللجان الإدارية بالتواصل المهني والاجتماعي، وتقوم بتمثيل المحامين الممارسين والمتدربين، بالإضافة للمنتسبين من أعضاء الهيئة، حيث تعمل هذه اللجان في المناطق الإدارية على توطيد التواصل مع اللجنة التنفيذية، كما أنها تعمل على تنفيذ أهداف الهيئة ورفع المقترحات لها، بالتالي تكوين كفاءات إدارية متمكنة تقوم بتقديم خدمات مهنية للوسط القانوني.